# Heinrich-Anton Deboi

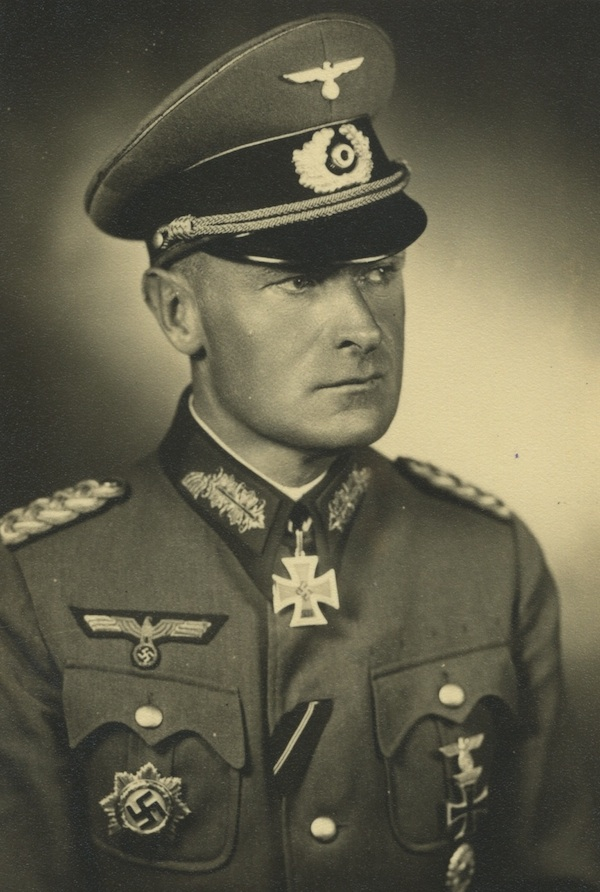
Heinrich-Anton Deboi als Generalmajor

Heinrich-Anton Deboi (* 6. April 1893 in Landshut; † 20. Januar 1955 im Kriegsgefangenenlager 5110/48 Woikowo Tschernzy) war ein deutscher Generalleutnant im Heer der Wehrmacht im Zweiten Weltkrieg.

## Leben
Deboi trat am 6. Juli 1912 als Fähnrich in das 2. Infanterie-Regiment „Kronprinz“ der Bayerischen Armee ein und wurde von Oktober 1913 bis Ende Juli 1914 an die Kriegsschule München kommandiert. Mit Ausbruch des Ersten Weltkriegs kehrte Deboi zu seinem Stammregiment zurück und war mit diesem anschließend ununterbrochen an der Westfront eingesetzt, wo er unter anderem an der Schlacht an der Somme teilnahm. Vom 31. Mai 1917 bis über das Kriegsende hinaus fungierte Deboi als Kompanieführer. Für sein Wirken erhielt er beide Klassen des Eisernen Kreuzes, das Verwundetenabzeichen in Silber und den Militärverdienstorden IV. Klasse mit Schwertern.
Nach der Demobilisierung seines Regiments vom 13. bis 28. Dezember 1918 in München schied Deboi aus diesem aus. Zum 1. Oktober 1920 wurde er in das Infanterie-Regiment 19 der Reichswehr übernommen. In diesem wurde Deboi zunächst in der 4. (MG-)Kompanie eingesetzt, ehe er vom 1. Oktober 1923 für zwei Jahre als Adjutant des I. Bataillons in München diente. Anschließend war er Chef der 15. Kompanie. 1926 kommandierte man ihn kurzzeitig in den Stab der 7. (Bayerische) Division. 1930 übernahm er die 8. (MG-)Kompanie seines Regiments. Vom 15. Oktober 1935 bis Anfang Oktober 1936 war Deboi Taktiklehrer an der Kriegsschule München. Anschließend wurde er am 6. Oktober 1936 zum Kommandeur des I. Bataillons des Infanterie-Regiments 91 ernannt, welches er bis Mitte August 1939 befehligte.
Im Zuge der Allgemeinen Mobilmachung vor dem Überfall auf Polen wurde Deboi am 26. August 1939 zum Kommandeur des Infanterie-Regiments 199 der 57. Infanterie-Division ernannt, die in diesem Feldzug bei der Heeresgruppe Süd zum Einsatz kam. Im Frühjahr 1940 führte Deboi sein Regiment im Westfeldzug. Nach Beendigung der Kampfhandlungen blieb das Regiment zusammen mit der Division zu Besatzungsaufgaben in Frankreich eingesetzt. Mit Beginn des Unternehmens Barbarossa zog Debois Regiment im Rahmen der Division im Bereich der Heeresgruppe Süd bis in den Raum Belgorod und erhielt am 15. Dezember 1941 das Deutsche Kreuz in Gold.
Deboi wurde am 31. Januar 1942 mit der Führung der 44. Infanterie-Division beauftragt, zu deren Kommandeur er Anfang Mai 1942 nach seiner Beförderung zum Generalmajor ernannt wurde. Als Teil der 6. Armee nahm die Division unter Debois' Führung am Unternehmen Blau teil und stieß Richtung Stalingrad vor. Nachdem er am 18. Dezember 1942 das Ritterkreuz des Eisernen Kreuzes erhalten hatte, wurde der Großteil von Debois Division bei der dortigen Schlacht um Stalingrad bis Januar 1943 vernichtet. Am 28. Januar 1943 geriet Deboi dort in sowjetische Kriegsgefangenschaft, die er in verschiedenen Kriegsgefangenenlagern verbrachte. Am 20. Januar 1955 verstarb er im Lazarett des Lagers Tschernzy an einer Urämie infolge chronischer Nephritis und Arteriosklerose. Seine letzte Ruhestätte fand er auf dem Kriegsgefangenenfriedhof Tschernzy (Reihe 3, Grab 5/6).

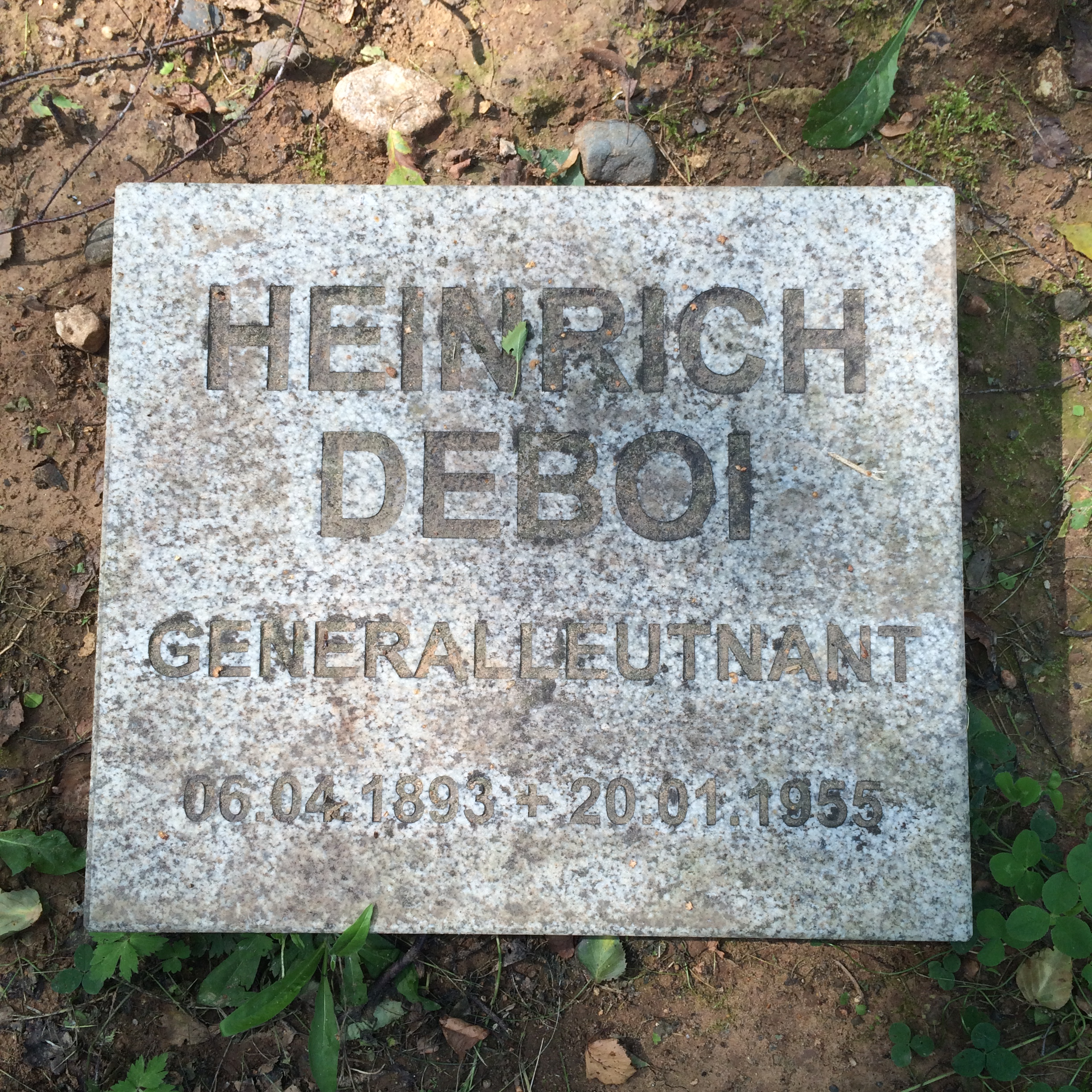
Grabplatte in Tschernzy